# Jewreiskaja gaseta
Die Jewreiskaja gaseta (russisch Еврейская газета, transliteriert Evrejskaja gazeta, wörtlich ins Deutsche übersetzt „Jüdische Zeitung“) war eine von September 2002 bis Oktober 2014 erschienene Monatszeitung aus dem Hause der Werner Media Group Berlin in russischer Sprache.
Die Auflage der monatlich erschienenen Zeitung lag 2010 bei 21.250 Exemplaren (2007: 39.000 Exemplare). Die Zahlen beruhen auf Verlagsangaben; die Jewreiskaja gaseta wurde bei der Informationsgemeinschaft zur Feststellung der Verbreitung von Werbeträgern (IVW) nicht erfasst. Von Herbst 2005 bis August 2014 wurde vom gleichen Verlag auch eine deutschsprachige Jüdische Zeitung mit abweichenden Inhalten herausgegeben, die sich ihre Redaktionsräume mit der Jewreiskaja gaseta und anderen Redaktionen der Verlagsgruppe teilte.
Adressaten waren einerseits die russischsprachigen jüdischen Zuwanderer im deutschsprachigen Raum, andererseits alle am Judentum und jüdischen Fragen Interessierten. Nach Selbstauskunft wollte die Zeitung den Prozess der Pluralisierung in der deutsch-jüdischen Gesellschaft aufmerksam, unabhängig und kritisch begleiten. Auch über für Juden relevante Vorgänge in ganz Europa, den USA und besonders in den Nachfolgestaaten der UdSSR sowie in Israel wollte die Zeitung Bericht erstatten. Neben einem Berliner Redaktionsteam sollten diese Zielvorgaben Korrespondenten im In- und Ausland, fachkompetente Kommentatoren, Rezensenten, Feuilletonisten sowie Reporter und Fotojournalisten, die an der Publikation mitwirken, gewährleisten.

## Themenfelder
- aktuell-politisches, religiöses – nicht nur jüdisches –, gesellschaftliches, kulturelles und wirtschaftliches Geschehen im deutschsprachigen Raum, in den Nachfolgestaaten der UdSSR sowie in Israel
- Weltgeschehen und Diaspora
- Traditionen und Moderne
- jüdische Gemeinschaft und zeitgenössisches Judentum
- interreligiöse Dialoge
- Meinungen und Dispute zu aktuellen Fragen des Judentums und allgemein-gesellschaftlich relevanten Themen
- Aktuelle jüdische Kunst und Kultur
- Wissenschaft und Bildung im jüdischen Kontext
- Geschichte des Judentums